# オットー・コンラート
オットー・コンラート（Otto Konrad、1964年11月1日 - ）はオーストリア出身の元同国代表サッカー選手。ポジションはゴールキーパー。

## 経歴
長年オーストリアとスペインで活躍した国際レベルのGK。16歳まではFWとGKの両ポジションでプレーしたコンラードは、19歳の頃SKシュトゥルム・グラーツのGKとしてオーストリア・ブンデスリーガでのデビューを果たす。1991年には同リーグのSVアウストリア・ザルツブルクへ移籍。同チームの主力選手としてリーグ優勝2回、UEFAカップ準優勝、そしてUEFAチャンピオンズリーグ本大会出場に貢献する。特にUEFAカップでは準々決勝や準決勝でスーパープレーを連発、PK戦でも決定的なPKを2本止め、決勝進出の立役者となる。
1994年と1995年にはオーストリア年間最優秀選手に選出され、1997年にはスペイン・プリメーラ・ディビシオンのレアル・サラゴサへ移籍。その後はオーストリア2部、3部、4部、5部のチームでプレー。2006年まで現役を続けた。
国際レベルの実力をクラブでは幾度も証明しながらも、オーストリア代表チームではGKのポジションのライバルが多かったため、A代表には定着しなかった。しかし1990年代のSVアウストリア・ザルツブルクの黄金時代を代表する選手である。
引退後は2006年から2011年までオーストリアU-21代表のGKコーチを務めた。2013年以降はザルツブルクを拠点に政治家として活動している。

## 所属クラブ
- 1981-1992  SKシュトゥルム・グラーツ
- 1992-1996  SVアウストリア・ザルツブルク
- 1997-1998  レアル・サラゴサ
- 2000-2001  グラーツァーAK
- 2001-2002  DSVレオーベン
- 2002-2003  PSV SW ザルツブルク

## 獲得したタイトル
- UEFAカップ準優勝1回　（1994）
- オーストリア・ブンデスリーガ優勝3回　（1994,1995,1997）
- オーストリア・スーパーカップ優勝2回　（1994,1995）

## 指導歴
- 2005年 - 2006年 オーストリア代表 GKコーチ
- 2006年 - 2011年 U-21オーストリア代表 GKコーチ